# Gohia clarki
Gohia clarki är en spindelart som beskrevs av Forster 1964. Gohia clarki ingår i släktet Gohia och familjen Desidae. Inga underarter finns listade i Catalogue of Life.